# Lipień mongolski
Lipień mongolski (Thymallus brevirostris) – gatunek ryby z podrodziny lipieniowatych, rodzaju Thymallus. Gatunek uznawany za najstarszy z rodzaju Tymallus. Obecnie dominuje opinia, że jest to gatunek dość młody, który powstał w warunkach izolacji w ubogich gatunkowo zbiorowiskach rybnych basenów endoreicznych Azji Środkowej.

## Występowanie
Występuje w północno-zachodniej Mongolii, w południowej części Ałtaju Mongolskiego, w dorzeczy rzeki Kobdo.  
Ryba żyjąca w strumieniach o dobrze natlenionych wodach i skalistym podłożu. 

## Charakterystyka

### Wygląd
Ciało wydłużone, bocznie spłaszczone, pokryte łuską. Wzdłuż linii bocznej 72 – 81 łusek. Płetwa grzbietowa długa, podparta 4 – 8 twardymi i 11 – 16 miękkimi promieniami. Płetwa odbytowa podparta 3 – 4 twardymi i 8 -12 miękkimi promieniami. Górna szczęka sięga do oczy, a uzębienie w postaci drobnych zębów znajduje się w obu szczękach, podniebieniu i języku. 
Ubarwienie jest jaskrawo, co jest cechą wspólną dla gatunków lipienia. Jego ubarwienie może się różnić, ale zazwyczaj obejmuje odcienie srebra, szarości, a czasami odcienie fioletu lub błękitu.
Dorasta do 39 cm, według forum wędkarskiego dorasta do 70 cm i wagi – 3 – 4 kg.

### Pokarm
Ryba wszystkożerna, żywiącą się różnymi bezkręgowcami wodnymi, owadami, a dorosłe osobniki czasami małymi rybami.

### Rozmnażanie
Rozmnaża się wyłącznie w czystej, natlenionej wodzie, w temperaturze poniżej 20 °C. Osiąga dojrzałość płciową w wieku 5-6 lat. Tarło odbywa się w dużych rzekach na początku maja w temperaturze 4-6 °C. Rytuał godowy odbywa się wcześnie rano i późnym wieczorem. Ryby składają jaja na skalistym dnie.